# Protaphorura macfadyeni
Protaphorura macfadyeni är en urinsektsart som först beskrevs av Hermann Gisin 1953.  Protaphorura macfadyeni ingår i släktet Protaphorura, och familjen blekhoppstjärtar. Arten är reproducerande i Sverige.